# Павличенко Тиміш Карпович
Тиміш (Тома) Карпович Павличенко (7 березня 1892, Вінниччина — 5 серпня 1958, Саскатун) — український ботанік-еколог, поет, учений, визначний громадський і культурний діяч. Член Центральної Ради (1917–1918).
Очолював осередок української культури й освіти у Вінніпезі (1950–1958), був головою Конґресу Українців Канади в Саскатуні, членом дирекції видавничої спілки «Новий шлях». Дійсний член УВАН і НТШ, автор багатьох наукових праць з екології.

## З біографії
Народився 7 березня 1892 р. на Вінниччині (нині Україна).
Навчався у Вінниці, Кам'янці-Подільському, Кракові і Празі. Працював викладачем в Учительській семінарії та Бактеріологічному інституті у Празі. У 1927 р. емігрував до Канади. Продовжив навчання в університетах Саскачевана і Небраски, працював у Канадській державній дослідній раді (1930–1937).
З 1938 р. — професор і голова Департаменту екології рослин у Саскачеванському університеті, з
1948 р. — директор Рільничо-дослідної компанії в Канаді та США.
У 1941–1943 рр. служив у Канадській армії.
Помер 5 серпня 1958 р. у Саскатуні, там і похований.

## Твори
- Павличенко Т. Дух нації. Уривки // Хрестоматія з української літератури в Канаді. — Едмонтон, 2000. — С. 37.
- Павличенко Т. Дух нації. Поема. — Саскатун, 1940.
- Павличенко Т. Крути // Крути: Збірка у пам'ять героїв Крут / Упор. Зінкевич О., Зінкевич Н. -К.: Смолоскип, 2008. — С. 325–326.